# Gizem Örge
Hatice Gizem Örge (Ankara, 26 aprile 1993) è una pallavolista turca, libero del Fenerbahçe.

## Carriera

### Club
La carriera di Gizem Örge inizia a livello giovanile nel 2005, giocando per il Batıkent, che lascia un anno dopo, approdando all'Ankara Eczacı, col quale debutta in prima squadra nel 2007, centrando a fine stagione la promozione in Voleybol 2. Ligi. Nel 2008 approda al Nilüfer, centrando la promozione nel massimo campionato turco e restando legata al club per un totale di cinque annate; nel 2012 viene ingaggiata dal VakıfBank, che però la lascia in prestito al suo vecchio club per il campionato 2012-13.
Nella stagione 2013-14 veste per la prima volta la maglia del VakıfBank, club nel quale inizia una lunga militanza: nel corso delle otto annate con le giallo-nere conquista cinque scudetti, tre coppe nazionali e altrettante Supercoppe turche, mentre in ambito internazionale si aggiudica due Champions League e altrettanti campionati mondiali per club; le sue prestazioni vengono inoltre impreziosite da diversi riconoscimenti individuali come miglior libero.
Nel campionato 2021-22 approda al Fenerbahçe, aggiudicandosi due Supercoppe turche, due scudetti, ricevendo tre premi come miglior libero, e una Coppa di Turchia.

### Nazionale
Nel 2012 riceve le prime convocazioni nella nazionale turca, con cui si aggiudica la medaglia d'oro alla European League 2014. Gioca anche nella nazionale under 23 che vince la medaglia d'argento al campionato mondiale 2015, dove viene premiata come miglior libero.
In seguito conquista la medaglia di bronzo al campionato europeo 2017 e l'argento alla Volleyball Nations League 2018. Nel 2023 conquista la medaglia d'oro alla Volleyball Nations League, al campionato europeo, premiata in entrambe le occasioni come miglior libero, e alla Coppa del Mondo.

## Palmarès

### Club
- Campionato turco: 7

2013-14, 2015-16, 2017-18, 2018-19, 2020-21, 2022-23, 2023-24
- Coppa di Turchia: 4

2013-14, 2017-18, 2020-21, 2023-24
- Supercoppa turca: 5

2013, 2014, 2017, 2022, 2024
- Campionato mondiale per club: 2

2017, 2018
- Champions League: 2

2016-17, 2017-18

### Nazionale (competizioni minori)
- European League 2014
- Campionato mondiale under 23 2015
- Montreux Volley Masters 2016
- Montreux Volley Masters 2018

### Premi individuali
- 2015 - Voleybol 1. Ligi: Miglior libero
- 2015 - Campionato mondiale under 23: Miglior libero
- 2016 - CEV Champions League: Miglior libero
- 2016 - Voleybol 1. Ligi: Miglior libero
- 2018 - Champions League: Miglior libero
- 2018 - Campionato mondiale per club: Miglior libero
- 2022 - Sultanlar Ligi: Miglior libero
- 2023 - Sultanlar Ligi: Miglior libero
- 2023 - Volleyball Nations League: Miglior libero
- 2023 - Campionato europeo: Miglior libero
- 2024 - Sultanlar Ligi: Miglior libero